# Blue Jasmine
Blue Jasmine – amerykański komediodramat z 2013 roku oparty na scenariuszu i reżyserii Woody’ego Allena. Wyprodukowany przez Sony Pictures Classics. Produkcja: Letty Aronson, Stephen Tenenbaum oraz Edward Walson. Muzyka: Christopher Lennertz. Autor zdjęć: Javier Aguirresarobe.
Film kręcono w Nowym Jorku, Quogue (stan Nowy Jork), San Francisco, Larkspur, Tiburon i Belvedere (stan Kalifornia).
Premiera filmu odbyła się 26 lipca 2013 roku w Nowym Jorku i Los Angeles. W Polsce film wprowadzono 23 sierpnia 2013 roku.

## Opis fabuły
Jeanette „Jasmine” Francis (Cate Blanchett), i jej przyrodnia siostra Ginger (Sally Hawkins) zostały adoptowane. Życie każdej z nich potoczyło się zupełnie inaczej. Jeanette zmienia imię na „Jasmine” i jeszcze na studiach wiąże się z odnoszącym sukcesy finansowe Haroldem (Alec Baldwin). Mieszka w willi na Park Avenue na Manhattanie, gdzie prowadzi idealne życie.
Ginger natomiast jest kasjerką po rozwodzie, która próbuje na nowo ułożyć sobie życie.
Mąż Jeanette „Jasmine” Harold (Alec Baldwin) ją zdradza i chce się z nią rozwieść. Jasmin nie może się z tym pogodzić i donosi na niego FBI. Jako że Harold od lat defraudował środki finansowe powierzone mu przez klientów, trafia do więzienia, gdzie popełnia samobójstwo. Jednocześnie rząd zabiera Jasmine wszystko co miała, blokując jej dostęp do kont bankowych. Jej syn wyprowadza się z domu i zapomina o niej. Pozbawiona środków do życia kobieta leci do San Francisco, by tymczasowo zamieszkać u swojej siostry. Ginger niechętnie ją przyjmuje. Były mąż Ginger, Augie (Andrew Dice Clay), stracił przez Harolda wszystkie posiadane środki finansowe.
„Jasmine” od razu popada w konflikt z Chilim (Bobby Cannavale), narzeczonym siostry. Szukając mężczyzny dla siebie, postanawia przy okazji uszczęśliwić Ginger i znaleźć jej odpowiedniejszego partnera.
Wkrótce Ginger poznaje rozrywkowego Ala (Louis C.K.), a o względy Jasmine zaczną zabiegać lekarz (Michael Stuhlbarg) i szarmancki dyplomata Dwight (Peter Sarsgaard).
Film jest przede wszystkim studium psychiki wyalienowanej „Jasmine”, która popada w paranoję, bo jej luksusowe życie skończyło się. Kobieta ma za sobą liczne próby leczenia stanów depresyjnych, nieustannie łyka xanax. Jednocześnie też brnie w kłamstwa, aby zasłużyć na lepsze traktowanie. Rozstajemy się z nią gdy po kolejnym załamaniu nerwowym, kuracji i otrzymaniu recepty zostaje pozostawiona sama sobie.

## Obsada
- Alec Baldwin jako Harold „Hal” Francis
- Cate Blanchett jako Jeanette „Jasmine” Francis
- Bobby Cannavale jako Chili
- Louis C.K. jako Al
- Andrew Dice Clay jako Augie
- Sally Hawkins jako Ginger
- Peter Sarsgaard jako Dwight Westlake
- Michael Stuhlbarg jako doktor Flicker[4]
- Tammy Blanchard jako Jane
- Max Casella jako Eddie
- Alden Ehrenreich jako Danny Francis

i inni